# ウィキペディアにおけるジェンダーバイアス

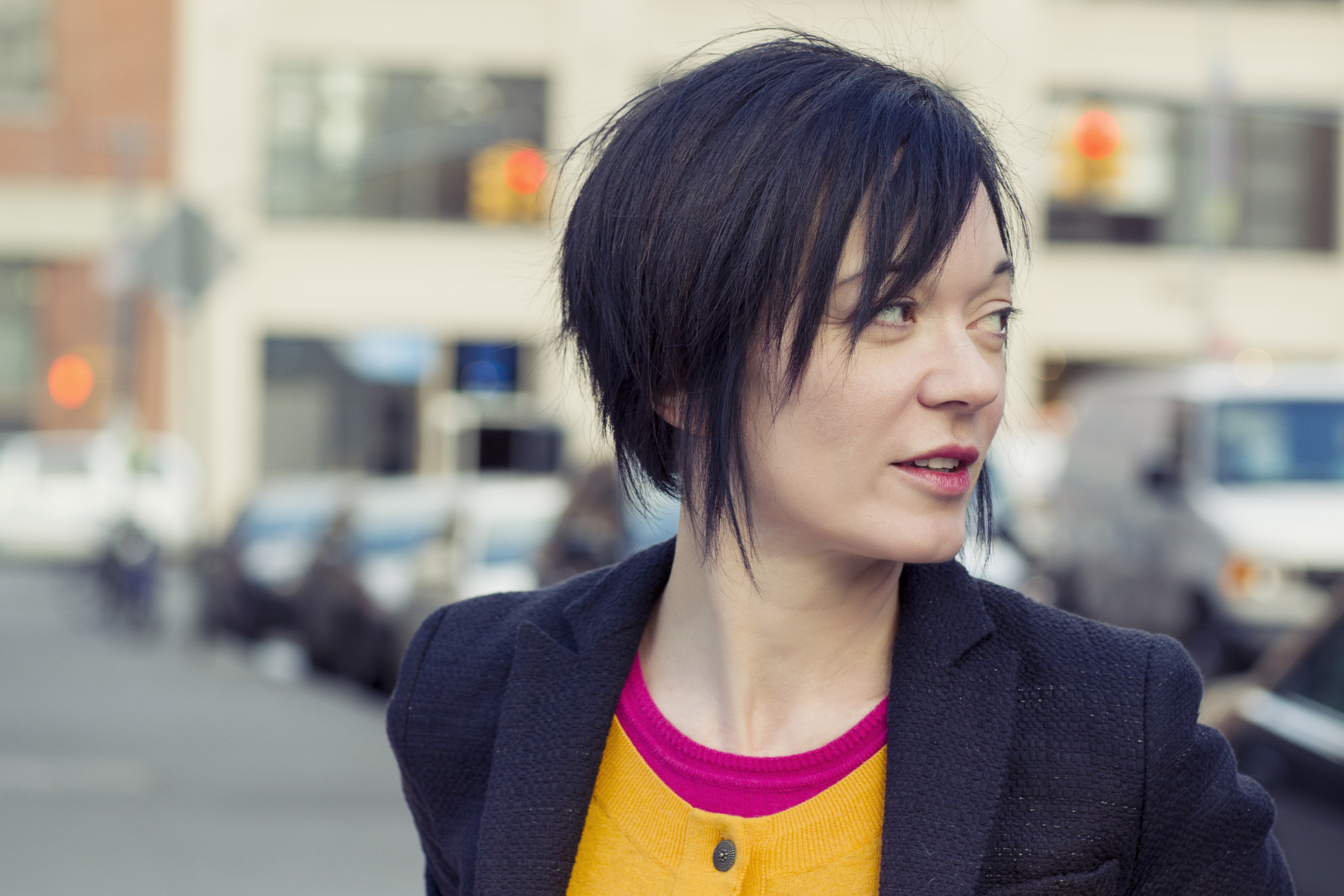
ウィキメディア財団の前事務局長であるスー・ガードナーは「なぜ女性はウィキペディアを編集しないのか」について、ウィキペディアの女性編集者が挙げた9つの理由を示した

本項目ではウィキペディアにおけるジェンダーバイアス（ジェンダーギャップ、ジェンダーインバランス）について記載する。ウィキペディアの編集において性別は問われない（機会平等）が、実際のウィキペディアの編集者の84%から91％が男性であるとされ、このことがウィキペディアの全体的な偏り（結果の不平等）につながっていると指摘されている。例えば、人物記事の約8割は男性で、女性は実績があって著名でも記事が存在しないケースも多い。
ウィキペディアのコミュニティはこの問題を認識しており、このジェンダーギャップを縮めようと試みており、ウィキペディアに女性の記事を増やし、ネット上の男女格差をなくそうというイベント「ウィキギャップ」を世界各地で開催している。2014年8月、ウィキペディアの共同出資者であるジミー・ウェールズは、BBCのインタビューでウィキペディアにおけるジェンダーバイアスの課題に積極的に取り組むためのウィキメディア財団の計画を発表した。ウェールズは「普及活動とソフトウェアの変化により、財団はよりオープンなものになっていくだろう」と発言した。

## 概要
ある調査によって、ウィキペディアのおよそ8.5%から16%の編集者が女性であり、際立って少数であるということが示された。結果として、ウィキペディアは主に男性の寄稿者を抱え、女性についての記事や女性にとって重要な記事が男性よりも少なく、規模も小さくなっているとして、一部の研究者とジャーナリストから批判を受けてきた。『ニューヨーク・タイムズ』は「ウィキペディアの女性参加率は他の公的な思考リーダーシップフォーラムの女性参加率と合致しているかもしれない」と指摘している。
カナダのジャーナリスト・編集者のマイケル・ハリスは、2014年度カナダ総督文学賞を受賞した The End of Absence: Reclaiming What We’ve Lost in a World of Constant Connection （日本語訳：オンライン・バカ -常時接続の世界がわたしたちにしていること、2015年）で、組織的な介入によるウィキペディアの情報の偏りと同様に心配しなければならないものとして、「ジェンダーのバイアス」を挙げている。2011年のウィキペディアの調査では編集者の91パーセントが男性で、「ウィキペディアが達した『合意』は、結局のところ、実は男性の合意」であり、ジェンダーバイアスが生み出す限界が非常に深刻である可能性を指摘している。
また、ジェンダーバイアスの典型例として、英語版ウィキペディアで「ケイト・ミドルトンのウェディングドレス」の記事が作成されたその日のうちに、削除依頼にかけられたことが挙げられる。Linuxディストリビューションに関するウィキペディアの記事が90件近くあるのに、有名なドレスの記事が「存続すべきでないもの」とされることに対し、ジミー・ウェールズ、北村紗衣らはウィキペディアにおけるジェンダーギャップだと指摘した。

### 日本語版におけるジェンダーバイアス
ウィキペディア日本語版においても、ジェンダーバイアスは存在する。いくつかの研究によると、男性のイメージが強い項目よりも、女性のイメージが強い項目の方が、比較的、差し戻しや削除が行われやすい。

## 調査結果

ウィキペディアの編集者に関する2011年のウィキメディア財団の調査によると、ウィキペディアの編集者は主に男性であった。

2009年のウィキメディア財団の調査によると、500本以上の記事を編集した者のうち女性は6%であり、一般的な男性編集者は女性編集者の2倍の記事を編集しているという。
2010年、国際連合大学とUNU-MERITが共同でウィキペディアに関する世界的な調査の結果の概要を発表した。2011年1月30日、『ニューヨーク・タイムズ』は、ウィキメディア財団の協力のもと実施されたこの共同調査を記事でとりあげ、ウィキペディア編集者のうち女性は約13%であると報じた。記事の中で、当時財団の事務局長であったスー・ガードナーは、「多様性を増すことはウィキペディアをより良いものにするために重要だ」と述べた。なお、他の公的なソート（思考）リーダーシップフォーラムの全体でみると女性参加率が15％となっており、これに近い数字であることがわかった。ウィキペディアの調査に関わったサラ・スティアーチは、ウィキペディアの寄稿者が性別を公開しないのは至極普通だと述べた。2013年、ヒルとショーは修正推定技術を用いて調査のデータの上方修正を提案し、統計の更新を推奨して、ウィキペディアにおけるアメリカの成人女性編集者の割合は22.7%、全女性編集者の割合は16.1%という推定値を出した。
『コミュニケーション国際ジャーナル』 (International Journal of Communication) は、英語版ウィキペディアとブリタニカ・オンラインに掲載されている数千もの伝記記事に関するジョセフ・リーグル（ノースイースタン大学）とローレン・ルー（ニューヨーク大学）の調査結果を発表した。リーグルとルーが調べたのは、2つの百科事典が掲載している伝記記事の数と、そのジェンダー別の比率、それに記事の長さである。彼らは、全体でみるとウィキペディアはブリタニカよりも多くの伝記を掲載しており、その内容も長い一方で、女性を対象とする伝記記事の絶対数においてはブリタニカよりも多いとはいえ、それぞれの百科事典における男女比率に注目すると、ウィキペディアの方がより男性に偏っていると結論付けた。つまり、ウィキペディアは伝記記事の数ではブリタニカを圧倒しているが、その傾向は男性に関する記事でいっそう顕著であった。言い換えれば、ブリタニカの方が男女比率の面でウィキペディアよりもバランスがとれていると言える。記事の長さについては、いずれの百科事典もジェンダーとの直接的な相関関係はなかった。
2011年4月、ウィキメディア財団は半年を期間とするウィキペディアの調査を初めて実施した。その調査によれば、ウィキペディアの編集者のうち、女性はわずか9%であった。また、「データによれば、一部の人が持っていた見解に反して、ハラスメントを受けたと感じたことのある女性編集者はほとんどおらず、ウィキペディアにジェンダーバイアスが存在すると感じている人もほとんどいない」ということであった。しかし、2011年10月のウィキシンポジウムに提出されたある論文は、ウィキペディアは「女性の参加に抵抗する文化を持っている可能性がある」ことを示す証拠を見つけたとしている。
2010年から2014年でみると、ウィキ教育基金プログラムが主催し、カリキュラムの一部としてウィキペディアを編集する内容が含まれていた大学コースへの参加者は、61%が女性で占められていた。
2014年7月、アメリカ国立科学財団はウィキペディアにおける体系的なジェンダーバイアスの研究に20万ドルを費やすと発表した。この研究はジュリア・アダムスとハンナ・ブルックナー主導で行われる。2014年に発表された研究では、ウィキペディアの編集者の間に「インターネットを駆使するスキルの差」も存在することが発見された。その著者らによれば、もっとも一般的なウィキペディアの寄稿者は（インターネットを使う）スキルに長けた男性であり、スキルで劣る編集者にジェンダーギャップはないにもかかわらず、「スキルの差」が編集者のジェンダーギャップを助長していると結論づけた。

## 原因
このジェンダー間の不均衡については、いくつかの理由が可能性として挙げられている。辛辣な文化や、暴力的で侮辱的な言葉遣いに対して甘い姿勢もまたジェンダーギャップを生む理由となっている。
ウィキメディア財団の前事務長であるスー・ガードナーは、「なぜ女性はウィキペディアを編集しないのか」について、ウィキペディアの女性編集者が挙げた9つの理由を示した。
1. 編集画面の操作性がよくないこと
2. 自由な時間が少ないこと
3. 自信がないこと
4. 対立や編集合戦を嫌うこと
5. 自らの貢献が差し戻されたり削除されたりすること
6. 女性を嫌う雰囲気が全体的に感じられること
7. ウィキペディアの文化が性的で、不快感を抱くようなものであること
8. 名詞に性の区別がある言語を母語とする女性の場合、男性形で呼ばれることが不快であること
9. 他のサイトより社会的なつながりが薄く、歓迎の雰囲気もあまりないこと

ラムの研究チームは、ウィキペディアには女性に対して排他的な文化があるかもしれないと示唆し、いくつかの理由を可能性として挙げた。たとえば、男性から女性を見る視点が中心となっているトピックの立項や編集に偏りがある点、女性ユーザーがウィキペディアの社会的な側面やコミュニティ面でより活発になる傾向、新規の女性編集者による編集がリバートされやすい点、それに女性編集者の参加率が高い記事は議論の的となりやすい点である。

### ジェンダーバイアスの改善に向けた対策

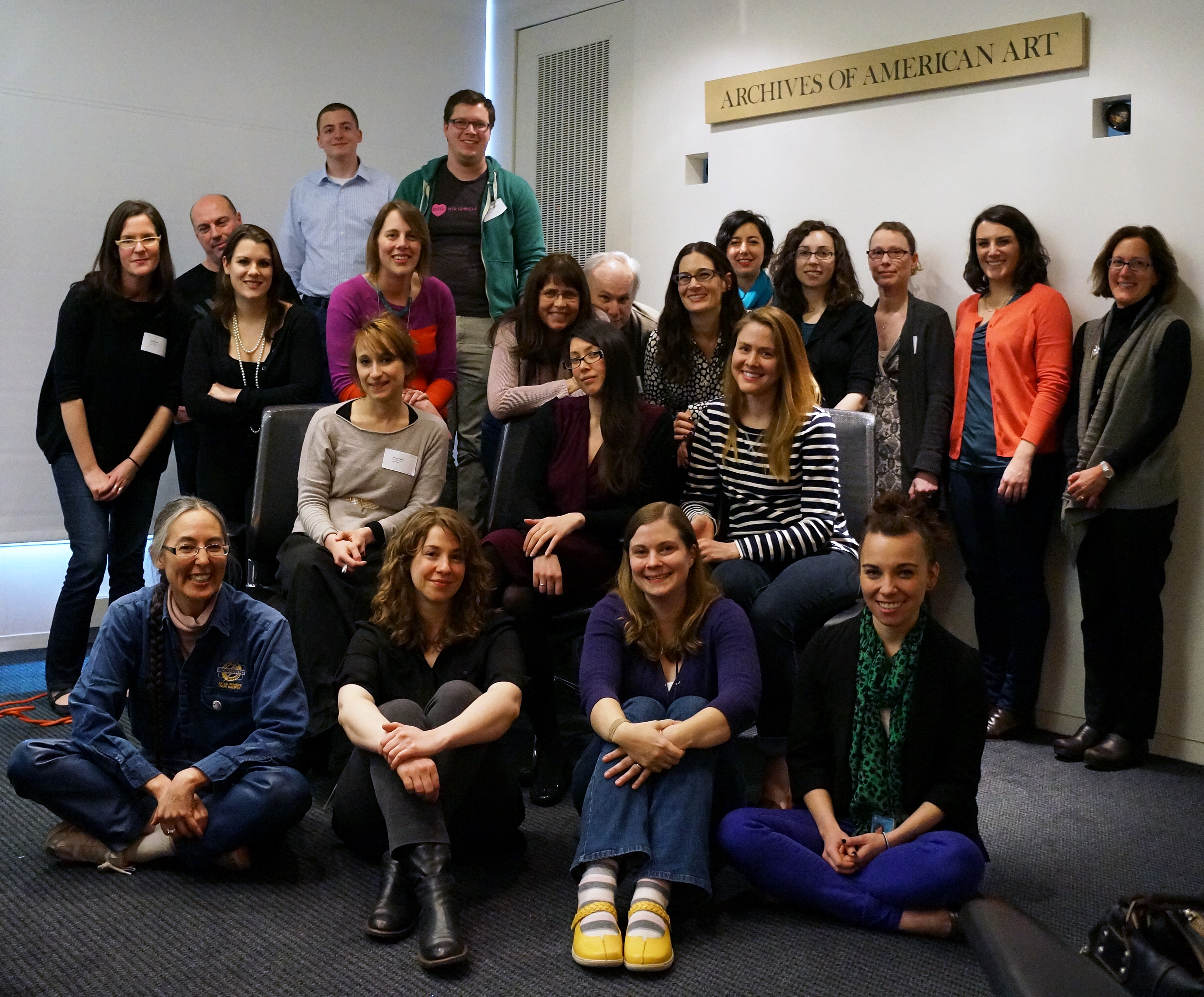
2013年にワシントンD.C.で開催された芸術エディタソン参加者

- より多くの女性によるウィキペディアの編集を喚起する目的でフェミニスト的なテーマの各種エディタソンが企画・実施されている[27]。初心者が編集に取り組みやすくなるよう、ウィキメディア財団はこれらのイベントに対する支援として、適宜メンターによる指導や技術面のサポートを提供している。最近のエディタソンでは、オーストラリアの女性神経科学者やユダヤ人の歴史における女性といった話題に、特に焦点を当てている[28]。
- ウィキメディア財団のビジュアルエディターはジェンダーギャップを縮めることを目的としているという[29][30]。
- コンピューティングの分野に携わる女性技術者を支援する組織であるシスターズ (Systers) は、女性による編集を推進すべく、メンバーにいっそうの努力を促す記事を掲載すると同時に、女性編集者が自分の安全を確保するために留意すべき広範囲の予防策を示した[31]。
- モーガンとウォールスによる論考は、ウィキペディアの女性編集者が簡単にオンラインで協力しあえるような環境作りとして、ティーハウス機能を有効に活用する方法を研究した[32]。
- ウィキペディアにおける性差別を解消する活動をしていたエミリー・テンプル＝ウッドとロージー・スティーヴンソン＝グッドナイトが、2016年にウィキペディアン・オブ・ザ・イヤーを受賞した[33]。
- 2014年より、とくに芸術分野の女性に関するウィキペディア記事を執筆する試みであるアート＋フェミニズムウィキペディアエディタソンが世界各地で行われている[34]。
- 2020年、ウィキペディアを運営するウィキメディア財団は女性編集者やLGBTQの編集者が他の編集者から嫌がらせを受けていることを憂慮し、ウィキペディア編集者の「有害な行動」についての基準を設け、編集制限や追放といった措置を検討していることを発表した[35]。

## 反応
ウィキメディア財団は、少なくともガードナーが事務局長だった2011年以来、財団のプロジェクトにジェンダーバイアスが存在することを認めている。財団はこの問題を解決しようとさまざまな取り組みを行ってきたが、ガードナーはその成果が十分でないことに不満を示した。また、彼女は「女性たちは非常に限られた余暇の時間を、ウィキペディアの編集よりも社交的活動に費やす傾向がある」と言い、「女性はIT技術をそれ自体が楽しいものであるというよりは、作業をこなすための道具として見ている」とも述べた。2011年、財団は、2015年までに、性別を女性と公開する人の割合をウィキペディアの寄稿者全体の25%に拡大とすることを目標として設定した。2013年の8月には、ガードナーは「私は問題を解決できなかった。私たちも、ウィキメディア財団も解決できなかった。解決策はウィキメディア財団からは生まれない。」と述べた。

### 有識者の見解
2011年2月、『ニューヨーク・タイムズ』は紙上討論のページに"Where Are the Women in Wikipedia?"（ウィキペディアのどこに女性はいるのか?）と題するコーナーを設け、ウィキペディアのジェンダーギャップについて、次の識者の意見を掲載した。
- 情報科学と言語学の教授であるスーザン・ヘリングは、ウィキペディアの寄稿者のジェンダーギャップには驚かないと述べた。ウィキペディアで記事内容の議論に使われるノートページが論争の場になる傾向があるのは、「ただちにおじけづかせるようなものではない」にしても、多くの女性にとって魅力的でないと述べている[39]。
- ハーバード大学のバークマン・センターフェローのジョセフ・リーグルも同様に、ウィキペディアのコミュニティが持つ性質が要因となっている可能性を指摘している。すなわち、「ハッカーエリート意識の文化」が必ずしも魅力的に映らないだけでなく、強い対立意識を抱えるメンバーが少数派の割には不釣り合いなほど大きな影響をコミュニティの雰囲気に与えており、これがさらに女性をウィキペディアから遠ざけていると述べている。また「自由と開放性のイデオロギーとレトリックは、不適切もしくは攻撃的な言葉遣いについての懸念を"検閲"だとして抑圧したり、女性の参加率の低さを単に個人の好みや選択の問題として正当化したりするのに使われうる」と述べている[40]。
- カーネギーメロン大学のジャスティン・カッセルは、女性は男性と同じくらいの知識を持ち、自分の視点を守ることができるのにもかかわらず、「アメリカ社会に依然として残る課題として、議論や主張を行い、自身の立場を積極的に守ろうとするのは男性的な姿勢とされがちで、女性がこうした発言姿勢をとると否定的な評価を受けかねないという問題がある」と述べている[41]。